# هان سونگ یون
هان سونگ یون (کره‌ای: 한승연؛ زادهٔ ۲۴ ژوئیه ۱۹۸۸) خواننده و بازیگر اهل کره جنوبی است.
او درگذشته عضو گروه کارا بود.